# Jernbanerådet
Jernbanerådet var et rådgivende organ, som afgav udtalelser om blandt andet forslag om nye jernbaner i Danmark. Jernbanerådet eksisterede 1886-1893 og igen i perioden 1915-2001.
Jernbanerådet blev oprettet ved kgl. anordning 113 af 29. september 1886 med det formål at være rådgivende for bestyrelsen af statsbanerne ved behandlingen af vigtige spørgsmål, især vedr. køreplaner, takst- og befordringsbestemmelser. Rådet havde 23 medlemmer udnævnt af indenrigsministeren. Bortset fra formanden og tre andre medlemmer skulle de udpeges blandt personer indstillet af følgende organisationer: Det kgl. Landhusholdningsselskab, Dansk Fiskerieksportørforening, Fællesrepræsentationen for dansk Industri og Haandværk og Dansk Gartnerforening.
Rådets oprettelse – under provisorietiden – førte til kritik i Folketinget, fordi der ikke forelå lov- eller bevillingshjemmel dertil. Efter gennemførelsen af lov 65 af 12. april 1892 om statsbanedriftens ordning nedlagdes Jernbanerådet ved bekendtgørelse 110 af
19. april 1893.
Rådet blev foreslået genoprettet i en betænkning fra Statsbaneudvalget af 1911. Ved lov 133 af 10. maj 1915 om styrelsen af statsbanerne 18 genoprettedes rådet med 17 medlemmer, hvoraf 14 valgtes af Rigsdagen og tre af Ministeriet for offentlige Arbejder, jf. lov 40 af 2. februar 1925. Rådet fik til opgave at udtale sig om spørgsmål af principiel betydning for statsbanerne, om hvilke ministeren begærede erklæring. Sidstnævnte forbehold bortfaldt i lov 109 af 1. april 1969. Samtidig ændredes rådets sammensætning; bl.a. udpegedes herefter et
medlem som repræsentant for arbejdstagerorganisationerne.
I 2001 blev rådet nedlagt sammen med mange andre råd og nævn som følge af Regeringen Anders Fogh Rasmussen tiltrædelse.